# Пестряков, Василий Алексеевич
Васи́лий Алексе́евич Пестряко́в (19 декабря 1917, д. Шерстино, Нижегородская губерния, Россия — 26 сентября 1943, д. Балыко-Щучинка, Кагарлыкский район, Киевская область) — командир батальона 200-го гвардейского стрелкового полка (68-я гвардейская стрелковая дивизия, 40-я армия, Воронежский фронт), гвардии капитан, Герой Советского Союза.

## Биография
Василий Пестряков родился в деревне Шерстино (ныне Вачского района Нижегородской области) в семье крестьянина. Русский. Учился в средней школе села Арефино. После окончания в 1933 году семи классов работал бухгалтером в колхозе, затем в городе Павлово на заводе «Труженик» плановиком. Заочно учился в Павловском индустриальном техникуме.
В 1938 году Вачским райвоенкоматом был призван в Красную Армию и направлен в Омское военное пехотное училище, которое окончил в 1940 году. Дальнейшую службу проходил на Дальнем Востоке.
C августа 1942 года в действующей армии. Участвовал в обороне Сталинграда, а затем в ликвидации окружённой вражеской группировки. В 1943 году вступил в ВКП(б).
Гвардии капитан Василий Пестряков особо отличился в боях при форсировании Днепра и удержании плацдарма на правом берегу. 23 сентября 1943 года батальон Пестрякова с ходу и без больших потерь форсировал реку Днепр в районе деревни Щученки (ныне село Балыко-Щучинка Кагарлыкского района Киевской области). Выбив противника с господствующей высоты, батальон в течение двух суток удерживал её, отбивая яростные атаки врага. Своими действиями способствовал успешной переправе через реку других подразделений. Только за 25 сентября было отбито 9 атак противника, поддержанных танками и авиацией. Комбат лично водил своих подчинённых в атаку. Одна из таких атак стала для него последней — 26 сентября вражеская пуля оборвала жизнь Василия Алексеевича.
Указом Президиума Верховного Совета СССР от 13 ноября 1943 года за мужество и героизм, проявленные при форсировании Днепра и удержании плацдарма, гвардии капитану Пестрякову Василию Алексеевичу присвоено звание Героя Советского Союза посмертно.
Похоронен Василий Алексеевич Пестряков в селе Балыко-Щучинка Киевской области.

## Награды
- Медаль «Золотая Звезда».
- Орден Ленина.
- Орден Красного Знамени.

## Память
- В селе Арефино установлен бюст Героя. Его имя носят улица в этом селе и школа.
- На здании Павловского автомеханического техникума, где учился Василий Пестряков, расположена мемориальная доска[1].